# Servidor blade
Um Servidor Blade é um servidor despojado com um design modular otimizado para minimizar o uso de espaço físico e energia. Os servidores blade têm muitos componentes removidos para economizar espaço, minimizar o consumo de energia e outras considerações, mantendo todos os componentes funcionais como um computador.

## Breve introdução e origem do termo
A primeira empresa a lançar no mercado de servidores Blade em 2001, foi RLX Technologies, uma empresa que foi adquirida pela Hewlett Packard em 2004.
O termo blade server origina-se quando um cartão inclui processador, memória, entrada/saída e armazenamento não volátil (memória flash ou pequenos discos duros). Isto permitiu aos fabricantes constituir um servidor inteiro, com os seus aplicativos e sistema operativo, em uma só placa/cartão/lâmina. Estas lâminas (blade) podem operar de modo independente dentro do mesmo chassi, executando o trabalho de múltiplos servidores com maior eficiência.

## História
Ao princípio, na década dos 70, os desenvolvedores posicionaram microcomputadores em cartões que integraram em racks de 19 polegadas, logo da introdução dos microprocessadores de 8 bit. Esta arquitectura foi utilizada na indústria de controlo de processos industriais como uma alternativa aos sistemas de controlo baseados em minicomputadores. Os primeiros modelos armazenavam programas em EPROM e estavam limitados a uma única função.
A arquitectura VMEbus (1981) estabeleceu uma interface que incluía a implantação dum computador a nível de placa no barramento do chassi com várias ranhuras para ligar outras placas que proporcionavam memória de entrada e saída, ou computação adicional.
Nos anos 90, o PICMG (Grupo de Fabricantes de Computadores Industriais PCI) desenvolveu uma estrutura de chassi, para a então nova tecnologia PCI (Interconetora de Componentes Periféricos), chamada CompactPCI. Esta tecnologia foi realmente idealizada pela Ziatech Corp de San Luis Obispo, CA, e desenvolvida como padrão industrial. Era comum entre estes computadores que o chassi inteiro constituísse um só sistema. Se um chassi poderia incluir múltiplos componentes informáticos para proporcionar o nível desejado de redundância e desempenho, sempre havia uma placa mestra, ou duas coordenadas à prova de erros. Para além disso, esta arquitectura fornecia novos recursos administrativos, por exemplo enquanto às fontes de alimentação, ventoinhas de refrigeração ou outros aspectos referidos à saúde dos componentes.
Precisava-se de uma nova arquitectura num panorama onde não existia mão de obra suficiente para o mantimento dos emergentes Centros de Datos de Internet que se viam na necessidade da administração de centenas de miles de servidores. Em 1998 e 1999 esta nova Blade Server Architecture foi desenvolvida por Ziatech para armazenar até 14 blade server em racks standard de 19 polegadas. O que esta nova arquitectura trouxe foram várias interfaces com as que se podia controlar de maneira remota a saúde e desempenho dos distintos módulos que poderiam ser substituídos enquanto o sistema continuava a funcionar (hot-swap). De jeito único no mundo dos sistemas de servidores a arquitectura Ketris Blade encaminhava Ethernet pelos barramentos (onde se conectavam os servidores isolados), o que permitiu eliminar mais de 160 cabos (muito susceptíveis de falhar) por cada rack de 19 polegadas, ademais de fornecer a capacidade de suprir servidores (energia, instalação de sistemas operativos ou aplicativos de software) remotamente desde um Centro de Operações de Rede. A nomenclatura Ketris Blade tem origem na espada Ketri, que nómadas de distintos povos levavam de forma que a pudessem desembainhar com velocidade.
Em outubro do ano 2000 Ziatech foi comprada por Intel Corp, que foi onde se desenvolveram a segunda geração de Ketris Blade, cujo principal objetivo era dar suporte à indústria de telecomunicações em relação à construção dos serviços baseados em IP, particularmente o LTE Cellular Network (Rede Telemóvel de Evolução a Longo Prazo). Foi assim que nasceu a especificação AdvancedTCA (Arquitectura Informática de Telecomunicações Avançadas), que tentava cumprir a procura de alta disponibilidade, grandes prestações e longa vida útil (mais de 10 anos). Apesar de que o sistema e placas AdvancedTCA tenham um custo superior aos dos Blade Server mais simples, os derivados (mão de obra para administrar e manter) são notavelmente mais baixos.
A primeira empresa a lançar no mercado de servidores Blade em 2001, foi RLX Technologies, uma empresa que foi adquirida pela Hewlett Packard em 2004.
Em 2011, a companhia investigadora IDC assinalou como empresas destacadas neste campo a HP, IBM, Cisco e Dell. Outras empresas dedicadas à comercialização de blade server são Supermicro e Hitachi.

## Descrição
Os Servidores Blade são concebidos para a montagem em prateleiras, bem como outros servidores. A novidade é que o primeiro pode ser compactado em um espaço menor, graças aos seus princípios de design. Cada servidor blade é uma fina "lâmina" que contém apenas microprocessador, memória e barramentos. Isto é, eles não são diretamente utilizáveis, pois não possuem fontes de alimentação, nem adaptadores de rede. Estes itens volumosos são acoplados em um chassi ocupando apenas quatro (4U) a seis alturas (6U). Cada chassi pode acomodar cerca de dezasseis "lâminas" ou servidores blade (de acordo com o fabricante). O chassi integra os seguintes elementos, que são compartilhados por todos os servidores:
- Fonte de alimentação;
- Ventoinhas para refrigeração;
- Switch redundante com cablagem de rede já montado, o que simplifica bastante a instalação;
- Interfaces de armazenamento. Em particular, é comum o uso de SANs (Storage Area Network) para armazenamento de dados;

Além disso, estes servidores geralmente incluem utilitários de software para implementação automática. Por exemplo, eles são capazes de se iniciar (boot) a partir de uma imagem do sistema operativo armazenado no disco (local ou remoto).

## Chassi
O chassi realiza muitas das operações não imprescindíveis dos serviços de computação encontrados em muitos computadores. Os sistemas sem chassi utilizam componentes volumosos, quentes e ineficientes em termos de espaço, e podem duplicá-los em muitos computadores que podem ou não funcionar em capacidade. Ao localizar estes serviços num único local e ao partilhá-los entre os computadores com chassis, a utilização global torna-se mais elevada.
As especificidades dos serviços que não são prestados variam consoante o fornecedor.
- Energia. Os computadores funcionam numa gama de tensões contínuas, mas os serviços públicos fornecem energia como corrente alternada, e as tensões superiores às requeridas nos computadores. A conversão desta corrente requer uma ou mais unidades alimentação ou (PSUs). Para garantir que a falha de uma fonte de energia não afeta o funcionamento do computador, até os servidores de entrada podem ter fontes de alimentação redundantes, o que, mais uma vez, contribui para o volume e a produção de calor da concepção.

A fonte de alimentação do compartimento do chassi fornece uma única fonte de energia para todo o chassi dentro do compartimento. Esta fonte de alimentação única pode vir dentro do invólucro ou como dedicada para a alimentação de CC de vários invólucros.
A popularidade dos servidores Blade, levou a um aumento do número de unidades de alimentação ininterrupta (ou UPS) montáveis em bastidor, incluindo unidades orientadas especificamente para os servidores Blade (como o BladeUPS).
- Refrigeração. Durante o funcionamento, os componentes elétricos e mecânicos produzem calor, que um sistema deve dissipar para assegurar o bom funcionamento dos seus componentes. A maioria dos chassi, como a maioria dos sistemas informáticos, retira calor através da utilização de ventoinhas.

Um problema frequentemente subestimado na concepção de sistemas informáticos de elevado desempenho, envolve o conflito entre a quantidade de calor que um sistema gera e a capacidade das suas ventoinhas de dissipar o calor. A potência e o arrefecimento partilhados do chassi significa que esta não gera tanto calor como os servidores tradicionais. Os novos chassi apresentam ventoinhas de velocidades variáveis e lógica de controlo, ou mesmo sistemas de refrigeração líquida que se adaptam para satisfazer os requisitos de arrefecimento do sistema.
Ao mesmo tempo, o aumento da densidade das configurações dos servidores Blade pode ainda resultar numa maior procura global de arrefecimento com racks povoados a mais de 50% de capacidade total. Em termos absolutos, é provável que um rack de servidores Blade totalmente povoado exija mais capacidade de refrigeração do que um rack totalmente povoado de servidores 1U normais. Isto deve-se ao facto de se poder instalar até 128 servidores Blade no mesmo bastidor que apenas irá suportar 42 servidores 1U montados em bastidor.
- Ligação em rede. Os servidores Blade incluem geralmente controladores de interface de rede integrados ou opcionais para Ethernet ou adaptadores de Host para sistemas de armazenamento Fibre Channel ou adaptadores de rede convergentes para combinar armazenamento e dados através de uma interface Fibre Channel over Ethernet. Em muitos servidores Blades, pelo menos um interface é incorporado na placa mãe e podem ser adicionados interfaces extra utilizando cartões mezzanine.

O chassi pode fornecer portas externas individuais às quais cada interface de rede de uma blade se ligará. Em alternativa, um chassi pode agregar interfaces de rede em dispositivos de interligação (como switches) incorporados no chassi ou em dispositivos de rede.

## Modelos populares
Entre os modelos ou séries de servidores blade mais populares ou populares no mercado, podemos encontrar o seguinte:
HP ProLiant Blade Line: Servidores blade de gamas média e alta. Alguns dos principais modelos são por exemplo o HPE ProLiant e910 e o HPE ProLiant BL460c Gen10, com preços iniciais em torno de $ 12.000,00 dólares aproximadamente.
Servidores blade de Dell: A marca Dell não possui uma linha específica de servidores blade, mas isso não significa que não os tenha, simplesmente os encontramos dentro de sua linha geral de servidores denominada PowerEdge. Os primeiros servidores blade da Dell foram introduzidos em 2004 como parte de sua sexta geração de servidores.
Atualmente, o servidor blade mais recente lançado pela empresa foi o Dell EMC PowerEdge M640 em 2017, que tem um preço inicial de aproximadamente US $7.000,00.
Servidores blade de Lenovo: Semelhante ao caso da Dell, a Lenovo não diferencia seus blades em uma linha particular, simplesmente engloba todos os seus servidores da marca ThinkSystem, sendo servidores blade, rack e torre. Os dois modelos de servidor blade mais recentes que a empresa lançou são o ThinkSystem SN550 e o ThinkSystem SN850, o último com o dobro da capacidade de processamento do primeiro, se escolhermos sua melhor configuração. Os custos iniciais giram em torno de $6.700,00.
Servidores blade de Cisco: Os servidores blade da Cisco são comercializados dentro da linha Cisco UCS da empresa, que inclui hardware e serviços orientados para o data center. Os servidores são chamados de Cisco UCS B, seguidos por um número que designa o modelo do servidor blade.
A Cisco está atualmente em sua quinta geração de servidores, sendo os modelos blade mais recentes o servidor blade Cisco UCS B200 M5 e o servidor blade Cisco UCS B480 M5, com preços iniciais em torno de US $2.000,00 para os modelos mais básicos.

## Vantagens
- São mais baratos, pois requerem menos eletrónica e fontes de alimentação para o mesmo número de servidores.
- Consomem menos energia.
- Ocupam menos espaço, podendo alocar até 16 (dezasseis) servidores, onde normalmente só cabem quatro.
- São simples de operar, pois eliminam a complexidade da fiação, podendo também ser geridos remotamente.
- São menos propensos a falhas, uma vez que servidores blade não contêm partes móveis.
- São mais versáteis, pois podem ser adicionados e removidos servidores sem interromper o serviço, ou seja, são HotPlug.
- Ao não se preocupar com cabos, é mais fácil fazer crescer o centro de dados, adicionando mais lâminas.

## Desvantagens
- A configuração inicial é um processo complicado.
- A velocidade frenética com que avança a tecnologia pode provocar que se fiquem obsoletos em poucos anos considerando a inversão.
- O seu funcionamento a máxima potência gera umas quantidades muito grandes de calor que podem causar uma queda em alguma unidade inutilizando o sistema. O que aumenta o custo da manutenção.

## Usos
Os servidores Blade são adequados para os mesmos usos que qualquer outro servidor. No entanto, eles são especialmente vantajosos para ambientes de virtualização de instalações de cluster e web hosting.
Os servidores blade funcionam bem para fins específicos, tais como alojamento web, virtualização e computação em cluster. Os blades individuais são tipicamente "hot-swappable" (que se podem trocar em funcionamento). Como os usuários lidam com cargas de trabalho maiores e mais diversas, eles adicionam mais poder de processamento, memória e largura de banda de E/S aos servidores blade.
Embora a tecnologia blade-server permite, em teoria, sistemas abertos e cross-vendor, a maioria dos utilizadores compra módulos, caixas, racks e ferramentas de gestão ao mesmo fornecedor.
Uma eventual normalização da tecnologia pudera resultar em mais opções para os consumidores; a partires de 2009, um número crescente de fornecedores de software de terceiros começou a entrar neste campo crescente.
No entanto, os servidores blade não fornecem a resposta a todos os problemas informáticos. Pode-se vê-los como uma forma de produção de servidores-floresta que se alimenta da tecnologia de embalagem, refrigeração e fornecimento de energia do mainframe. Tarefas informáticas muito grandes podem ainda requerer explorações de servidores blade e, devido à elevada densidade de potência dos servidores blade, podem sofrer ainda mais com os problemas de aquecimento, ventilação e ar condicionado que afectam as grandes explorações de servidores convencionais.